# Anu Nieminen
Anu Kristiina Nieminen (* 16. Dezember 1977 in Helsinki als Anu Weckström) ist eine finnische Badmintonspielerin. Sie ist mit dem finnischen Tennisspieler Jarkko Nieminen verheiratet.

## Karriere
Anu Weckström nahm 2000, 2004 und 2008 im Dameneinzel an Olympia teil. Sie wurde bei allen ihren Starts dabei jeweils 17. in der Endabrechnung. In ihrer Heimat Finnland gewann sie mehr als ein Dutzend nationale Titel. International siegte sie in Norwegen, Kroatien und Schottland. 

## Sportliche Erfolge
| Saison | Veranstaltung                                | Disziplin   | Platz | Name                            |
| ------ | -------------------------------------------- | ----------- | ----- | ------------------------------- |
| 1994   | Finnland: Einzelmeisterschaften der Junioren | Dameneinzel | 1     | Anu Weckström                   |
| 1995   | Finnland: Einzelmeisterschaften der Junioren | Dameneinzel | 1     | Anu Weckström                   |
| 1996   | Finnland: Einzelmeisterschaften              | Dameneinzel | 1     | Anu Weckström                   |
| 1996   | Finnland: Einzelmeisterschaften der Junioren | Dameneinzel | 1     | Anu Weckström                   |
| 1996   | Finnland: Einzelmeisterschaften der Junioren | Damendoppel | 1     | Anu Weckstrom / Leena Löytömäki |
| 1997   | Finnland: Einzelmeisterschaften              | Dameneinzel | 1     | Anu Weckström                   |
| 1998   | Finnland: Einzelmeisterschaften              | Dameneinzel | 1     | Anu Weckström                   |
| 1999   | Finnland: Einzelmeisterschaften              | Damendoppel | 1     | Anu Weckström / Nina Weckström  |
| 1999   | Finnland: Einzelmeisterschaften              | Dameneinzel | 1     | Anu Weckström                   |
| 2000   | Scottish Open                                | Dameneinzel | 1     | Anu Weckström                   |
| 2000   | Norwegian International                      | Dameneinzel | 1     | Anu Weckström                   |
| 2000   | Norwegian International                      | Damendoppel | 1     | Anu Weckström / Nina Weckström  |
| 2000   | Croatian International                       | Dameneinzel | 1     | Anu Weckström                   |
| 2000   | Olympia                                      | Dameneinzel | 17    | Anu Weckström-Nieminen          |
| 2000   | Finnland: Einzelmeisterschaften              | Mixed       | 1     | Kasperi Salo / Anu Weckström    |
| 2000   | Finnland: Einzelmeisterschaften              | Dameneinzel | 1     | Anu Weckström                   |
| 2000   | Finnland: Einzelmeisterschaften              | Damendoppel | 1     | Anu Weckström / Nina Weckström  |
| 2001   | Finnland: Einzelmeisterschaften              | Dameneinzel | 1     | Anu Weckström                   |
| 2001   | Finnland: Einzelmeisterschaften              | Damendoppel | 1     | Anu Weckström / Nina Weckström  |
| 2001   | Norwegian International                      | Dameneinzel | 1     | Anu Weckström                   |
| 2002   | Finnland: Einzelmeisterschaften              | Dameneinzel | 1     | Anu Weckström                   |
| 2002   | Finnland: Einzelmeisterschaften              | Mixed       | 1     | Janne Syysjoki / Anu Weckström  |
| 2002   | Finnish International                        | Dameneinzel | 1     | Anu Weckström                   |
| 2002   | Finnland: Einzelmeisterschaften              | Damendoppel | 1     | Anu Weckström / Nina Weckström  |
| 2003   | Finnland: Einzelmeisterschaften              | Damendoppel | 1     | Anu Weckström / Nina Weckström  |
| 2003   | Finnland: Einzelmeisterschaften              | Dameneinzel | 1     | Anu Weckström                   |
| 2004   | Finnland: Einzelmeisterschaften              | Damendoppel | 1     | Anu Weckström / Nina Weckström  |
| 2004   | Finnland: Einzelmeisterschaften              | Dameneinzel | 1     | Anu Weckström                   |
| 2004   | Olympia                                      | Dameneinzel | 17    | Anu Weckström-Nieminen          |
| 2006   | Finnland: Einzelmeisterschaften              | Damendoppel | 1     | Anu Nieminen / Nina Weckström   |
| 2007   | Finnland: Einzelmeisterschaften              | Dameneinzel | 1     | Anu Nieminen                    |
| 2008   | Finnland: Einzelmeisterschaften              | Dameneinzel | 1     | Anu Nieminen                    |
| 2008   | Finnland: Einzelmeisterschaften              | Mixed       | 1     | Antti Viitikko / Anu Nieminen   |
| 2008   | Olympia                                      | Dameneinzel | 17    | Anu Weckström-Nieminen          |
| 2012   | Portugal International                       | Dameneinzel | 3     | Anu Nieminen                    |